# Andaspis vandae
Andaspis vandae är en insektsart som först beskrevs av Rutherford 1915.  Andaspis vandae ingår i släktet Andaspis och familjen pansarsköldlöss.
Artens utbredningsområde är Sri Lanka. Inga underarter finns listade i Catalogue of Life.